# Bartramia subulata
Bartramia subulata là một loài rêu trong họ Bartramiaceae. Loài này được Bruch & Schimp. mô tả khoa học đầu tiên năm 1846.